# Кульман, Франц
Франц Кульман (нем. Franz Wilhelm Kuhlmann; 27 февраля 1877, Вильгельмсхафен — 1965) — немецкий предприниматель, изобретатель подвижного стола для черчения, получившего его имя.

## Карьера
Франц Кульман был старшим сыном часовщика Бернхарда Фридриха Кульмана, происходившего из района Мюнстерланд и перебравшегося в 1873 году Вильгельмсхафен. Вскоре Бернхард Кульман стал производить точные механические приборы для моряков.
В 1899 году Франц Кульман принял на себя руководство магазином и мастерской. 1 июля 1903 года он организовал собственную компанию «Franz Kuhlmann KG» в Вильгельмсхафене. Компания занималась производством точной механики и приборов. На момент создания в компании работали 5 помощников и 2 ученика. Вскоре открылись два завода в соседних с Вильгельмсхафеном городах: в Рюстрингене и в Бад-Лаутерберге в Гарце.
Наиболее известной продукцией этого предприятия были чертёжные инструменты и чертёжные столы. Конструкция подвижного чертёжного стола была запатентована во многих странах мира. Эти столы фирма Кульмана экспортировала в более чем 60 стран мира.

## Память и награды
- Подвижные столы для черчения стали настолько известными, что до сих пор их называют по имени изобретателя и производителя кульманами.
- В 1953 году Ф. Кульман был награждён Крестом за заслуги Федеративной Республики Германия
- 27 февраля 1957 года стал почетным гражданином города Вильгельмсхафен.